# Teorie systémů
Teorie systémů je interdisciplinární obor, ve kterém se základní aspekty a principy systémů používají k popisu a vysvětlení různě složitých jevů.
Tak rozmanité oblasti a modely jako sluneční soustava, biologické buňky, lidé, rodina, organizace, stát, ale také stroje a počítačové sítě lze chápat jako systémy a popsat je z hlediska teorie systémů. Kognitivní procesy rozpoznávání a řešení problémů, které odkazují na koncepty teorie systémů, se často označují jako systémové myšlení.
Analýza struktur, dynamiky a funkcí by měla umožnit komplexnější pohled a realističtější předpovědi chování systému. Systémově teoretické termíny se používají v nejrůznějších vědních oborech. „Teorie systémů od počátku sledovala cíl působit proti fragmentaci znalostí ve vědních oborech.“
Teorie systémů je obecnou a nezávislou disciplínou i široce rozvětveným a heterogenním rámcem pro interdisciplinární diskurs, který používá pojem systém jako základní koncept. V důsledku toho existuje jak obecná „systémová teorie“, tak velké množství různých, někdy protichůdných a konkurenčních systémových definic a pojmů. Již se však objevila relativně stabilní řada pojmů a teorií, o které se systémově teoretický diskurz opírá.

## Dějiny
Zakladatelem oboru je Ludwig von Bertalanffy, který roku 1950 vydal knihu Obecná teorie systémů. Kolem roku 1950 taktéž vznikla kybernetika (W. Ross Ashby, Warren Sturgis McCulloch, Walter Pitts, Arturo Rosenblueth, Norbert Wiener) jako matematická teorie komunikace, řízení a regulace živých, technických a sociálních systémů, včetně smyček zpětné vazby, vztahujících se k teorii řízení.
Matematika obohatila analýzu systémů teorií katastrof (kolem roku 1970), a teorií chaosu (kolem roku 1980) jež popisují náhlé velké změny systémů, které mohou být výsledkem malých impulzů. Vzniká tak matematická teorie nelineárních dynamických systémů, která popisuje větve, atraktory a chaotické chování.
Kolem roku 1990 vznikla teorie komplexních adaptivních systémů (vědci kolem Institutu Santa Fe, zejména John H. Holland, Murray Gell-Mann, Harold Morowitz, W. Brian Arthur) jež popisuje emergeci, adaptaci a samoorganizaci.